# Jacob Berthout van Berchem
Jacob van Berchem, ab 1785 Jacob Berthout van Berchem (* 9. September 1736 in Brielle in der Republik der Vereinigten Niederlande; † 6. Januar 1794 in Avignon) war ein niederländischer Kaufmann im Überseehandel und in der transatlantischen Sklaverei.

## Leben

### Familie
Jacob Berthout van Berchem entstammte einem zum Protestantismus konvertierten Zweig der Brabanter Adelsfamilie van Berchem und war das älteste von fünf Kindern des Maximilien van Berchem (1706–1761), Jurist und Bürgermeister von Brielle und dessen zweiter Ehefrau Francina (geb. Greenwood, * 1710). 
Er heiratete 1760 Sara Amélie (* 1718; † 1763), die Tochter von Pierre Mortier, mit der er zwei Söhne hatte, darunter Jacob-Pierre van Berchem (1763–1832), Mineraloge und Sekretär der Gesellschaft der Physikalischen Wissenschaften von Lausanne. 
Nach dem Tod seiner ersten Frau heiratete er am 19. Mai 1764 Anne-Marie Madeleine (* 1741; † 1823), die Tochter des Notars Marc Guérard d'Illens (1710–1780) und ließ sich im Waadtland nieder. Mit seiner zweiten Ehefrau hatte er acht Kinder, darunter Louise Julie Constance (* 1766; † 1823), verheiratet mit dem Politiker Jean-Charles Trembley (* 21. Juli 1764 in Genf; † 8. August 1846 in Vandœuvres) und Anne Rose Louise van Berchem (* 1768; † 1803), verheiratet in erster Ehe mit dem Orientalisten Antoine-Louis Henri de Polier. 
Sein Schwager aus der zweiten Ehe war Louis d'Illens.
Zu seinen Nachfahren gehörten unter anderem der Orientalist Max van Berchem, der Althistoriker Denis van Berchem und Marguerite Gautier-van Berchem.

### Werdegang
Über die Ausbildung von Jacob Berthout van Berchem liegen keine Hinweise vor.
Er liess sich 1764 auf dem Gut La Naz zwischen Romanel und Mont-sur-Lausanne nieder, einem Eigentum, das er im Jahr zuvor von einem Wirt in Vevey, gekauft hatte.
Er engagierte sich in verschiedenen Handelsunternehmungen und nannte sich ab 1785 Jacob Berthout van Berchem. Er investierte seit 1784 überwiegend in Produkte aus dem Mittelmeerraum und von 1787 bis 1791 in den Überseehandel, insbesondere im Sklavenhandel an der Küste von Mosambik. Gemeinsam mit Verwandten seiner zweiten Ehefrau und seit 1791 ihrem Neffen Augustin Roguin rüsteten sie mehrere Schiffe für diesen Handel aus. Hierfür rüsteten sie mit ihrem Unternehmen vier Schiffe aus, die Pays de Vaud (1789), die Ville de Lausanne (1790), die Helvétie (1791) und die Lanaz (für La Naz, 1791).
Jacob Berthout van Berchem und seine Söhne wurden am 26. Januar 1793 von der Berner Obrigkeit verbannt, weil sie an einem Revolutionsbankett am 15. Juli 1791 in Rolle teilgenommen und sich aktiv an Umzügen beteiligt hatten. Diese Verbannung war das Ergebnis ihrer vermeintlich ungebührlichen Handlungen, die als unvereinbar mit der Duldung betrachtet wurden, die ihnen zuvor gewährt worden war.
Nach seiner Verbannung ließ sich van Berchem in Marseille und 1792 in Avignon nieder, wo er seine finanziellen Geschäfte fortsetzte. Im Jahr 1793 folgten ihm seine Frau und drei ihrer Kinder nach dorthin. Gemeinsam mit Louis d’lllens und Marc-Augustin Roguin gründete er das Unternehmen D'Illens, van Berchem, Roguin et Cie.
1792 rüstete D'Illens, van Berchem, Roguin et Cie. ein Korsarenschiff aus, mit dem sich das Unternehmen erfolgreich am Handelskrieg gegen englische und portugiesische Schiffe beteiligte.
Nachdem England im April 1793 eine maritime Blockade (siehe Kontinentalsperre) im Mittelmeer verhängt hatten, konnten die Handelsschiffe den Hafen nicht mehr verlassen, sondern wären bei dem Versuch sofort beschlagnahmt worden.